# Cineraria lyratiformis
Cineraria lyratiformis es una especie de planta con flores perteneciente a la familia Asteraceae. Es originaria de Sudáfrica y Lesoto. Es una planta tóxica y ha sido declarada como hierba nociva en el estado australiano de Nueva Gales del Sur.

## Galería

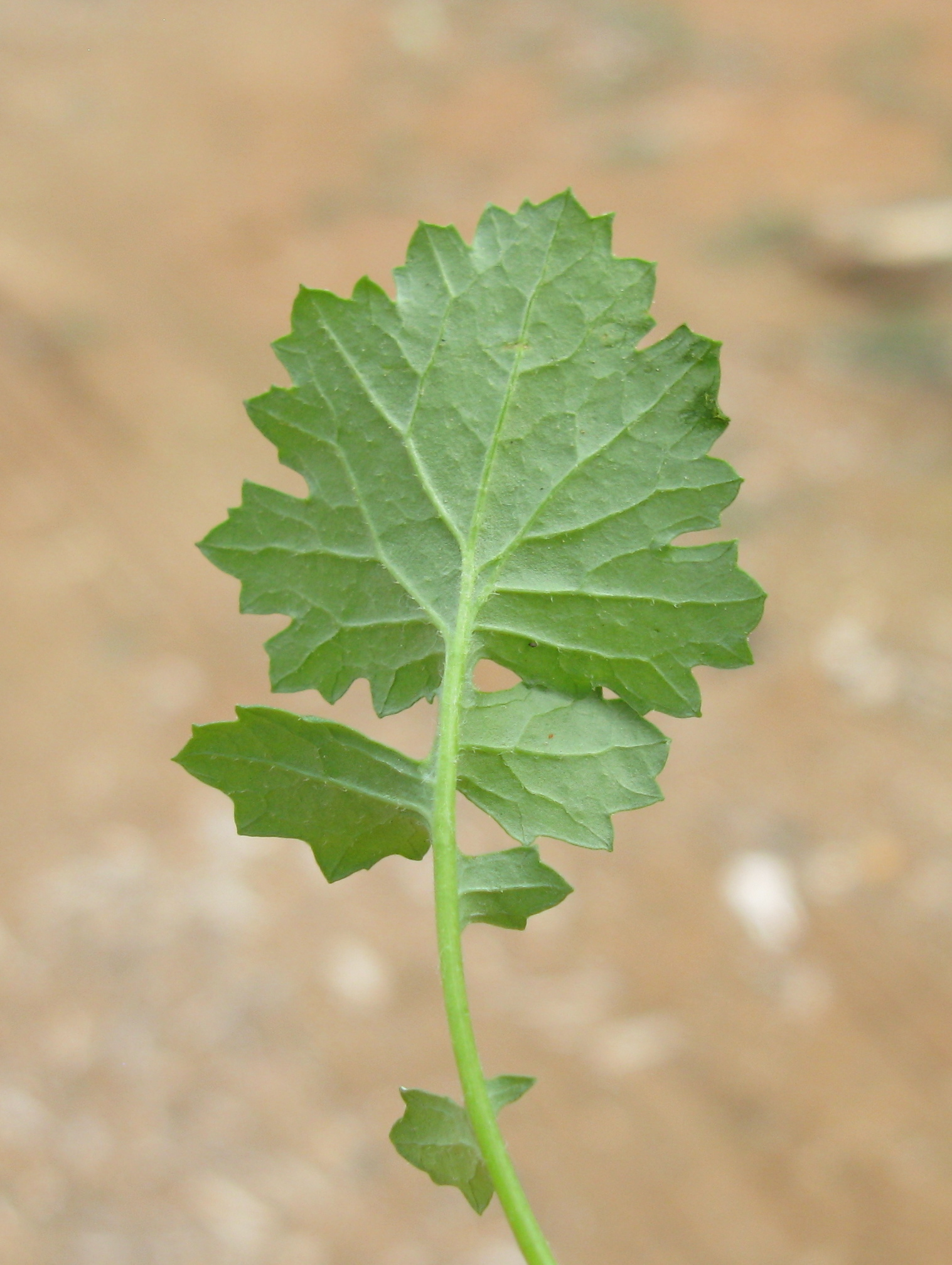
Hoja vista por el envés.
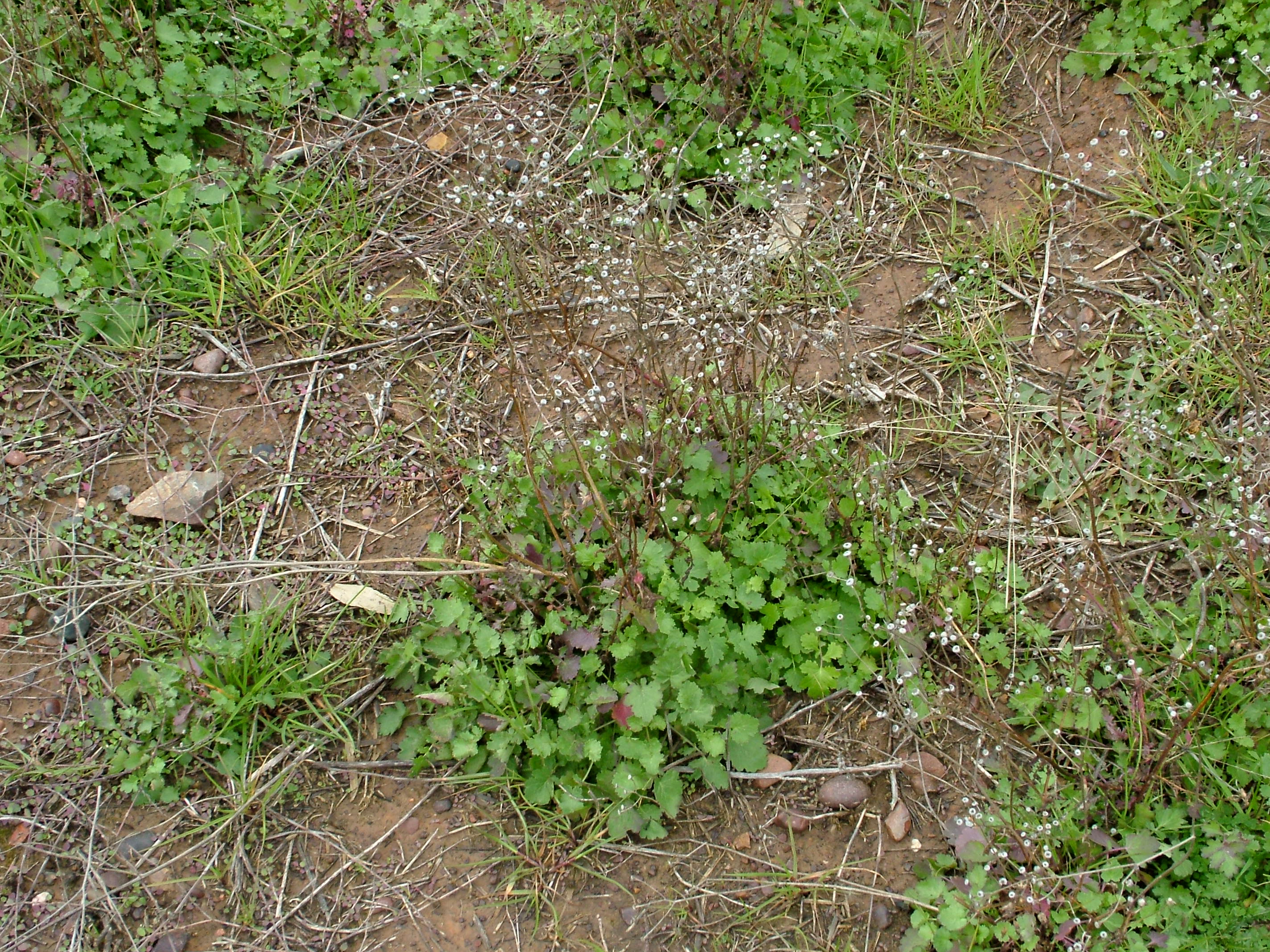
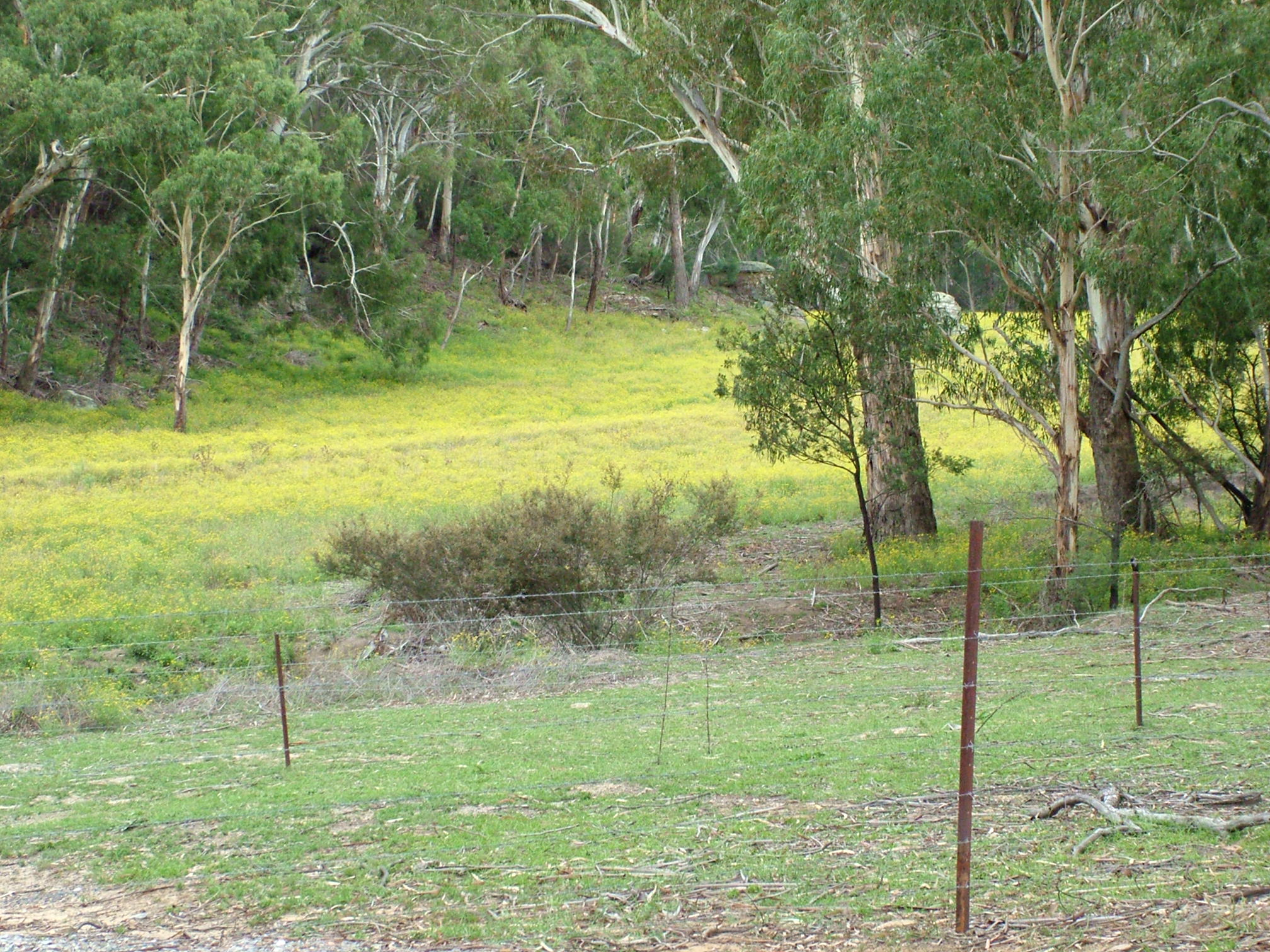
Planta asilvestrada en Australia.
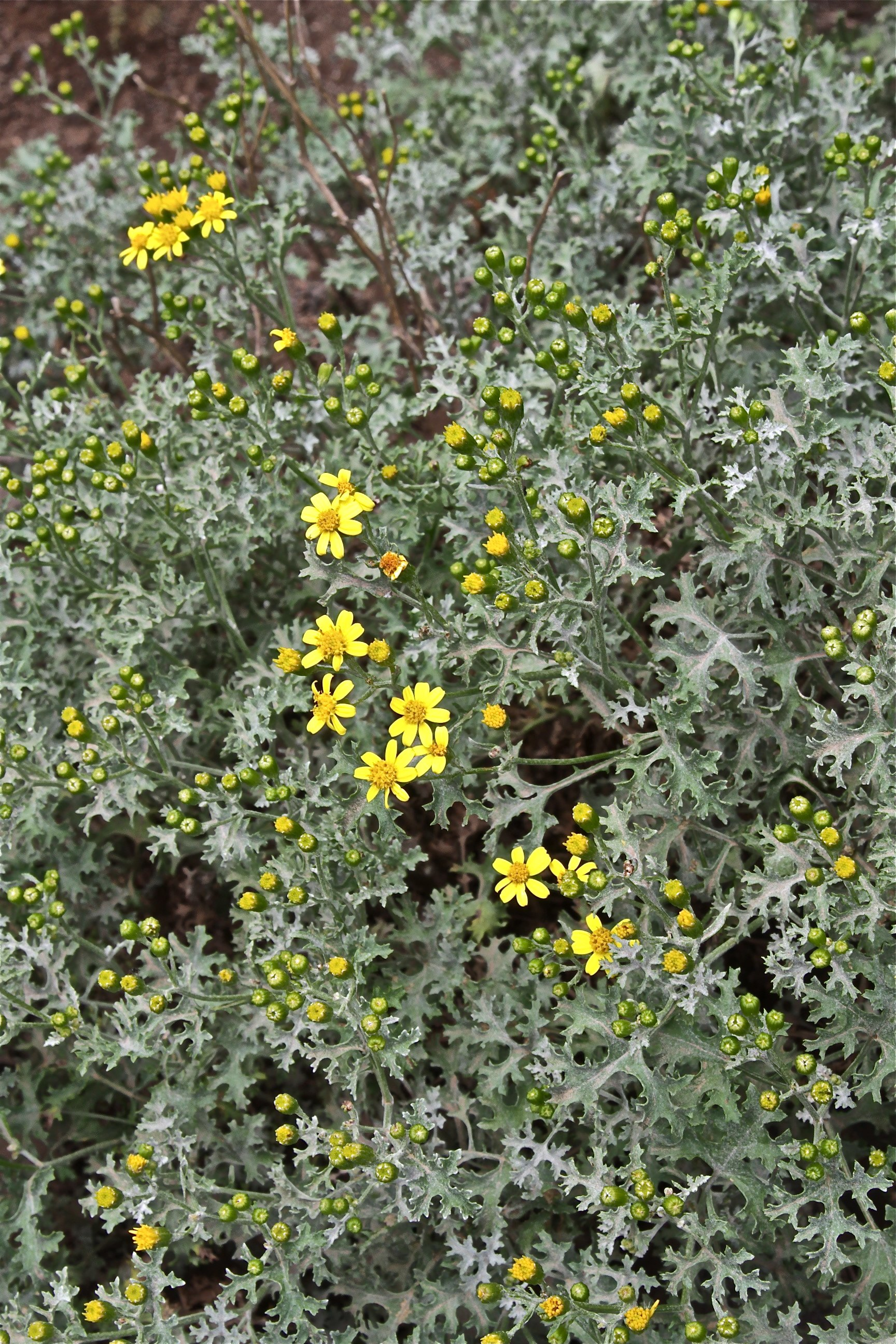
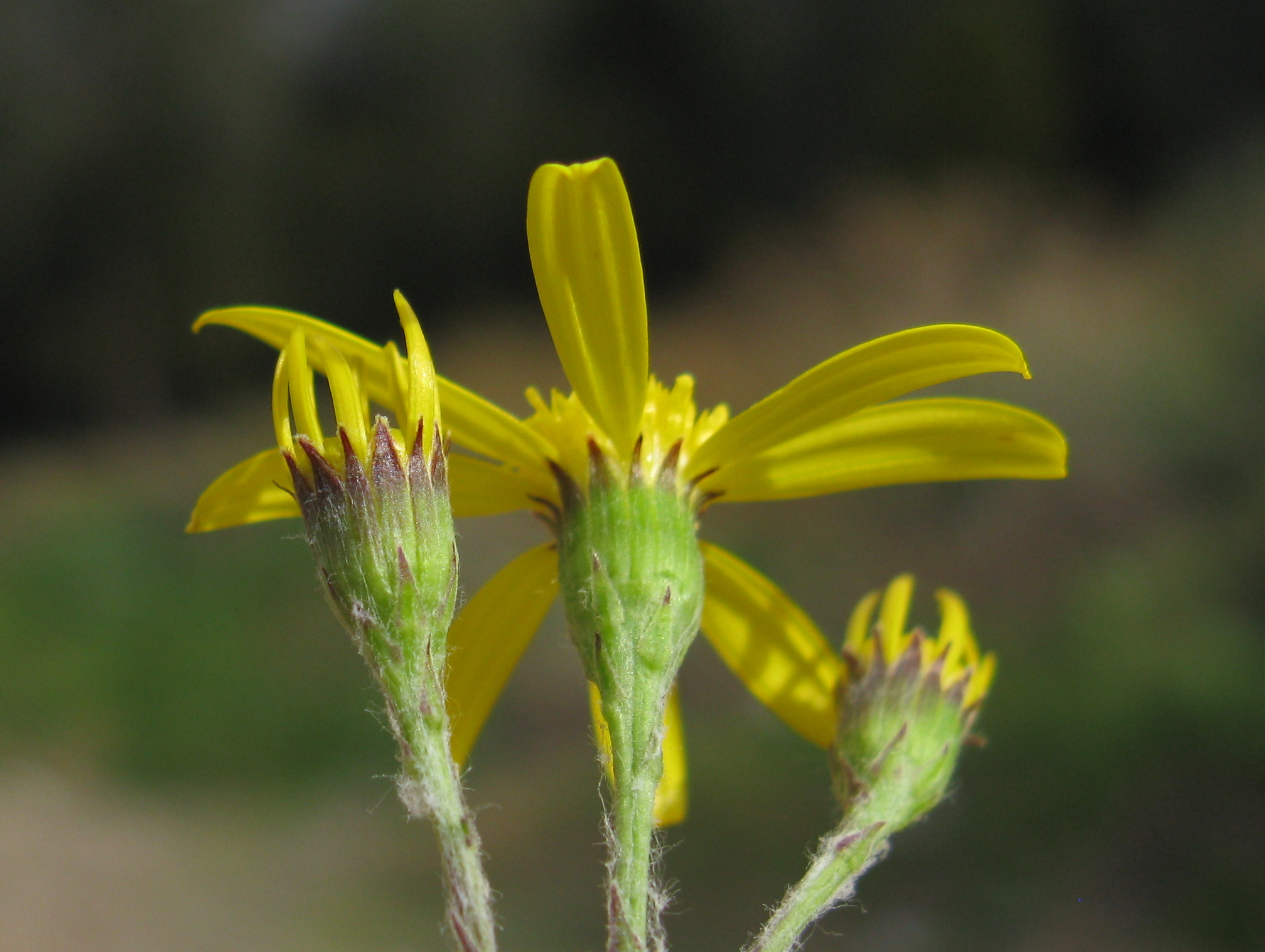
Flores en detalle.